# Samoa op de Gemenebestspelen

Vlag van Samoa

Samoa is een van de landen die deelneemt aan de Gemenebestspelen (of Commonwealth Games). Sinds 1974 heeft Samoa dertienmaal deelgenomen. Tijdens deze dertien deelnames won het land in totaal 29 medailles.

## Medailles
| Samoa op de Gemenebestspelen | Samoa op de Gemenebestspelen | Samoa op de Gemenebestspelen | Samoa op de Gemenebestspelen | Samoa op de Gemenebestspelen | Samoa op de Gemenebestspelen |
| ---------------------------- | ---------------------------- | ---------------------------- | ---------------------------- | ---------------------------- | ---------------------------- |
| Jaar                         | Goud                         | Zilver                       | Brons                        | Totaal                       | Rang                         |
| 1974                         | -                            | 1                            | 1                            | 2                            | 18                           |
| 1978                         | -                            | -                            | 3                            | 3                            | 20                           |
| 1982                         | -                            | -                            | -                            | -                            | /                            |
| 1986                         | -                            | -                            | -                            | -                            | /                            |
| 1990                         | -                            | -                            | 2                            | 2                            | 26                           |
| 1994                         | -                            | 1                            | -                            | 1                            | 20                           |
| 1998                         | -                            | -                            | -                            | -                            | /                            |
| 2002                         | -                            | 1                            | 2                            | 3                            | 31                           |
| 2006                         | -                            | -                            | 1                            | 1                            | 35                           |
| 2010                         | 3                            | 0                            | 1                            | 4                            | 15                           |
| 2014                         | 0                            | 2                            | 1                            | 3                            | 24                           |
| 2018                         | 2                            | 3                            | 0                            | 5                            | 17                           |
| 2022                         | 1                            | 4                            | 0                            | 5                            | 19                           |